# Katrineholms SK Fotboll
Katrineholms SK Fotbollsklubb är ett fotbollslag från Katrineholm som grundades den 5 januari 1919. A-laget spelar i division 4, men har spelat sju säsonger i Sveriges näst högsta division. Katrineholms SK har ett U-lag som spelar i division 6. 
Tränare för A-laget 2024 är Patrik Karlsson och Daniel Gustafsson. Klubbens hemmaarena är Backavallen. 1982, då man spelade i Division IV, slog man ut Halmstads BK med 4-1 i Svenska cupen . 2023, då man spelade i division 4, mötte man allsvenska Degerfors i Svenska Cupens andra omgång, men förlorade med 0-3. 
Katrineholms SK, eller KSK, är bland annat kända i fotbollssverige för att ha en god ungdomsverksamhet. 
Oskar Wahlström har spelat i klubben.